# Morgen (album)
Morgen is het tiende studioalbum van de Nederlandse zanger Guus Meeuwis, dat verscheen op 9 oktober 2015. 
In mei 2015 bracht Meeuwis het door Kenny B geschreven nummer Jij bent de liefde uit. De single stond twee weken in de Single Top 100 en miste de Top 40. Hierna volgden nog drie singles: het vrolijke Dankjewel in september, de ballad Het gaat zo snel voorbij in november, en de meezinger Kus van mij in februari 2016. Alle drie de singles werden kleine radiohitjes. 
Naast zijn vaste team aan schrijvers heeft Meeuwis voor dit album tevens nummers geschreven met Alain Clark, Douwe Bob, Frank Boeijen, Nielson en Paskal Jakobsen. Het nummer Morgen is een Nederlandse bewerking van het nummer Amoi seg' ma uns wieder van de Oostenrijkse zanger Andreas Gabalier. Het nummer Wij zijn wij schreef hij samen met Niels Littooij (bekend onder zijn artiestennaam 'Nielson') en bracht hij uit in duet met zijn broer Marc Meeuwis. Henny Vrienten (bekend van de nederpopband Doe Maar) verzorgde de baspartij van het nummer. Het nummer Onze wereld schreef hij samen met Paskal Jakobsen (bekend van de band BLØF). Paskal Jakobsen verzorgde tevens het gitaarspel en de tweede stem van de studio-opname van het nummer. 
Het album is geproduceerd door Gordon Groothedde. 

## Tracklist
1. Dankjewel (G. Meeuwis, J. Poels, G. Groothedde) – 3:22
2. Het gaat zo snel voorbij (F. Boeijen) – 4:06
3. Liefde (G. Meeuwis, J. Rozenboom, JW Roy) – 3:32
4. Ik wil vandaag iets doen (G. Meeuwis, G. Groothedde) – 2:42
5. Wij zijn wij duet met Marc Meeuwis (G. Meeuwis, N. Littooij) – 3:29
6. Morgen (A. Gabalier, G. Meeuwis, L. Driessen) – 4:19
7. Jij bent de liefde (K. Bron, M. Renjaan, J. Jellema) – 3:55
8. Kus van mij (G. Meeuwis, M. Meeuwis, J. Rozenboom, JW Roy) – 2:51
9. Rome (G. Meeuwis, A. Clark, J. Rozenboom) - 3:07
10. Zie jij het ook (G. Meeuwis, D. Posthuma, M. van Duijvenbode, J. Rozenboom) – 3:08
11. Onze wereld (G. Meeuwis, P. Jakobsen) – 4:11
12. Groots zijn (G. Meeuwis, J. Rozenboom, JW Roy) - 3:51